# Canton de Pont-l'Évêque
Pour les articles homonymes, voir Pont-l'Évêque.
Le canton de Pont-l'Évêque est une division administrative française située dans le département du Calvados et la région Normandie.
À la suite du redécoupage cantonal de 2014, les limites territoriales du canton sont remaniées. Le nombre de communes du canton passe de 20 à 48.

## Histoire
Du 17 février 1800 au 10 septembre 1926, ce canton faisait partie de l'arrondissement de Pont-l'Évêque. Il fait aujourd'hui partie de l'arrondissement de Lisieux.
Un nouveau découpage territorial du Calvados entre en vigueur en mars 2015, défini par le décret du 17 février 2014, en application des lois du 17 mai 2013 (loi organique 2013-402 et loi 2013-403). Les conseillers départementaux sont, à compter de ces élections, élus au scrutin majoritaire binominal mixte. Les électeurs de chaque canton élisent au Conseil départemental, nouvelle appellation du Conseil général, deux membres de sexe différent, qui se présentent en binôme de candidats. Les conseillers départementaux sont élus pour 6 ans au scrutin binominal majoritaire à deux tours, l'accès au second tour nécessitant 12,5 % des inscrits au 1er tour. En outre la totalité des conseillers départementaux est renouvelée. Ce nouveau mode de scrutin nécessite un redécoupage des cantons dont le nombre est divisé par deux avec arrondi à l'unité impaire supérieure si ce nombre n'est pas entier impair, assorti de conditions de seuils minimaux. Dans le Calvados, le nombre de cantons passe ainsi de 49 à 25. Le nombre de communes du canton est porté de 20 à 48.

## Géographie
Ce canton est organisé autour de Pont-l'Évêque. Son altitude varie de 2 m (Saint-Étienne-la-Thillaye) à 148 m (Coudray-Rabut) pour une altitude moyenne de 61 m.

## Représentation

### Conseillers d'arrondissement (de 1833 à 1940)
Le canton de Pont-l'Évêque avait deux conseillers d'arrondissement jusqu'en 1910.
Il appartenait à l'arrondissement de Pont-l'Évêque jusqu'à sa disparition en 1926.
| Période                                  | Période      | Identité                                             | Étiquette                | Qualité |
| ---------------------------------------- | ------------ | ---------------------------------------------------- | ------------------------ | --- |
| 1833                                     | 1839         | Edmond Gamare                                        |                          | Propriétaire à Coudray-Rabut, producteur d'eau-de-vie et de cidre                                           |
| 1833                                     | 1848         | Pierre François Edmond Tullou                        |                          | Avocat, puis juge au tribunal civil, propriétaire à Pont-l'Évêque                                           |
| 1839                                     | 1845         | Pierre François Victor Follebarbe (1787-1849)        |                          | Maire de Beaumont-en-Auge                                                                                   |
| 1845                                     | 1848         | Jean-Baptiste Léon Taillefer                         |                          | Avocat à Pont-l'Évêque                                                                                      |
| 1848                                     |              | Pierre Surville                                      |                          | Maire de Saint-Étienne-la-Thillaye                                                                          |
| 1848                                     | 1861 (décès) | Emmanuel Desparts Aumont (1798-1861)                 |                          | Avocat, maire de Pont-l'Évêque (1852-1856)                                                                  |
| 1861                                     | 1864         | René Alexandre de Vauquelin de La Brosse (1833-1906) |                          | Président honoraire du tribunal, propriétaire du château de Drumare à Surville                              |
| 1864                                     | 1880         | Charles de Pellegars-Malhortie (1822-1891)           |                          | Propriétaire, maire de Tourville-en-Auge                                                                    |
| 1871                                     | 1875         | Alexandre Eugène Féret (1812-1890)                   |                          | Propriétaire à Pont-l'Évêque                                                                                |
| 1875                                     | 1880         | M. Mathieu                                           |                          | Pharmacien à Pont-l'Évêque                                                                                  |
| 1880                                     | 1893 (décès) | Jules Stanislas Desportes (1833-1893)                |                          | Notaire, adjoint au maire de Pont-l'Évêque                                                                  |
| 1880                                     | 1892         | Pierre Prudence Croix (1815-1895)                    |                          | Propriétaire à Vauville, ancien maire de Drubec puis maire de Touques                                       |
| 1892                                     | 1919         | Louis Le Bourg                                       | Libéral                  | Propriétaire, éleveur de chevaux, maire de Reux, président du conseil d'arrondissement                      |
| 1893                                     | 1910         | Hippolyte-Armand-Maurice Borel (1862-1916)           |                          | Secrétaire d'ambassade, propriétaire à Paris, conseiller municipal de Reux                                  |
| 1919                                     | 1928         | Ernest Legrip                                        | Républicain progressiste | Propriétaire, adjoint au maire de Vauville                                                                  |
| 1928                                     | 1932         | Pierre Gamare                                        | RG                       | Agriculteur, maire de Coudray-Rabut                                                                         |
| 1932                                     | 1934         | Optât Garnier                                        | RG                       | Maire de Pont-l'Évêque                                                                                      |
| 1934                                     | 1940         | André Grandcollot                                    | Droite                   | Maire de Bonneville-sur-Touques                                                                             |
| 1940                                     |              |                                                      |                          | Les conseils d'arrondissement ont été suspendus par la loi du 12 octobre 1940 et n'ont jamais été réactivés |
| Les données manquantes sont à compléter. |              |                                                      |                          | |

### Conseillers généraux de 1833 à 2015
| Période | Période          | Identité                                       | Étiquette                      | Qualité |
| ------- | ---------------- | ---------------------------------------------- | ------------------------------ | --- |
| 1833    | 1842             | François Isabel des Parcs                      | Opposition de gauche           | Avocat à Pont-l'Évêque puis magistrat, ancien député (1815)                                                                                  |
| 1842    | 1848             | Pierre François Edmond Tullou                  |                                | Avocat, juge au tribunal civil de Pont-l'Évêque, conseiller d'arrondissement                                                                 |
| 1848    | 1856             | Jacques Louis Adolphe Cordier (1817-1865)      | Droite                         | Docteur en droit, ancien sous-préfet de Pont-l'Évêque, député (1849-1851)                                                                    |
| 1856    | 1867             | Baron Nicolas Clary (1820-1869)                |                                | Maire de Trouville-sur-Mer (1855-1865) |
| 1867    | 1871             | Comte Alphonse Napoléon d'Hautpoul (1806-1889) |                                | Propriétaire, baron de l'Empire, ancien officier, maire de Trouville-sur-Mer                                                                 |
| 1871    | 1881             | Anatole Flandin                                | Appel au peuple (bonapartiste) | Propriétaire, maître des requêtes au Conseil d'État, député (1876-1881), ancien conseiller général du canton de Dozulé                       |
| 1881    | 1895             | Auguste Louis Julien (1844-1896)               | Républicain                    | Banquier, maire de Pont-l'Évêque |
| 1895    | 1932 (démission) | Ernest Flandin (fils d'Anatole Flandin)        | URD                            | Avocat, député (1902-1932), propriétaire du château de Bédeville                                                                             |
| 1932    | 1940             | Pierre Gamare (1882-1977)                      | RG                             | Agriculteur, éleveur de chevaux, maire de Coudray-Rabut, conseiller d'arrondissement, nommé conseiller départemental en 1943                 |
|         |                  |                                                |                                | |
| 1943    | 1945             | Jean Bureau (1895-1988)                        |                                | Maire de Pont-l'Évêque (1939-1944), nommé conseiller départemental en 1943                                                                   |
|         |                  |                                                |                                | |
| 1945    | 1967             | Pierre Gamare                                  | CNIP                           | Président du conseil général (1958-1967) |
| 1967    | 1974 (décès)     | Camille Liégeard                               | DVD                            | Avoué, maire de Beaumont-en-Auge (1935 → 1974)                                                                                               |
| 1974    | 1989             | Charles Lessard                                | UDF-PR                         | Maire de Saint-Hymer Démissionnaire |
| 1989    | 1998             | Gérard Pruvost (1933-2022)                     | RPR                            | Énarque, diplomate Exploitant agricole, Adjoint au maire de Saint-Julien-sur-Calonne Président de l'association Le Pays d'Auge (2001 → 2011) |
| 1998    | 2015             | Yves Deshayes                                  | DVD                            | Agriculteur, ancien adjoint au maire de Saint-Étienne-la-Thillaye, vice-président du conseil général, Maire de Pont-l'Évêque (2014 → )       |

Le canton participe à l'élection du député de la quatrième circonscription du Calvados.

### Représentation à partir de 2015
| Période élective | Période élective | Mandat | Mandat    | Identité                                       | Nuance | Nuance | Qualité |
| ---------------- | ---------------- | ------ | --------- | ---------------------------------------------- | ------ | ------ | --- |
| 2015             | 2021             | 2015   | 2021      | Hubert Courseaux                               |        | DVD    | Maire de Bonneville-la-Louvet Conseiller général du canton de Blangy-le-Château (2001 → 2015) Président de la Blangy Pont-l'Évêque Intercom (2008 → 2024) 1er vice-président du conseil départemental |
| 2015             | 2021             | 2015   | 2021      | Audrey Gadenne                                 |        | DVD    | Chef de cabinet du maire de Deauville, conseillère municipale de Reux |
| 2021             | 2028             | 2021   | août 2024 | Hubert Courseaux (Mort en fonction)            |        | DVD    | Agriculteur, maire de Bonneville-la-Louvet (1997 → 2024) Président de la CC Terre d'Auge (2008 → 2024) 2e vice-président du conseil départemental                                                     |
| 2021             | 2028             | 2021   | en cours  | Audrey Gadenne                                 |        | DVD    | Conseillère municipale de Reux, Suppléante du député MoDem Christophe Blanchet (2022-2024) |
| 2021             | 2028             | 2024   | en cours  | Yves Deshayes (Remplaçant de Hubert Courseaux) |        | MoDem  | Maire de Pont-l’Évêque (2014 → ) Vice-président de la CC Terre d’Auge (2020 → ) Conseiller général de Pont-l'Evêque (1998 → 2015)                                                                     |

### Résultats détaillés

#### Élections de mars 2015
Lors des élections départementales de 2015, le binôme composé de Hubert Courseaux et Audrey Gadenne (DVD) est élu au 1er tour avec 53,40% des suffrages exprimés, devant le binôme composé de Joël Groud et Danielle Lenoble (FN) (30,40%). Le taux de participation est de 50,83 % (12 031 votants sur 23 671 inscrits) contre 51,43 % au niveau départementalet 50,17 % au niveau national.

#### Élections de juin 2021
Le premier tour des élections départementales de 2021 est marqué par un très faible taux de participation (33,26 % au niveau national). Dans le canton de Pont-l'Évêque, ce taux de participation est de 35,84 % (8 547 votants sur 23 850 inscrits) contre 34,31 % au niveau départemental. À l'issue de ce premier tour, deux binômes sont en ballottage : Hubert Courseaux et Audrey Gadenne (DVD, 60,88 %) et Hélène David et Dann Nikolaj Palahniuk (RN, 21,73 %).
Le second tour des élections est marqué une nouvelle fois par une abstention massive équivalente au premier tour. Les taux de participation sont de 34,3 % au niveau national, 34,65 % dans le département et 34,82 % dans le canton de Pont-l'Évêque. Hubert Courseaux et Audrey Gadenne (DVD) sont élus avec 77,57 % des suffrages exprimés (6 062 voix pour 8 306 votants et 23 854 inscrits),,.

## Composition

### Composition avant 2015

Situation du canton dans l'arrondissement de Lisieux.

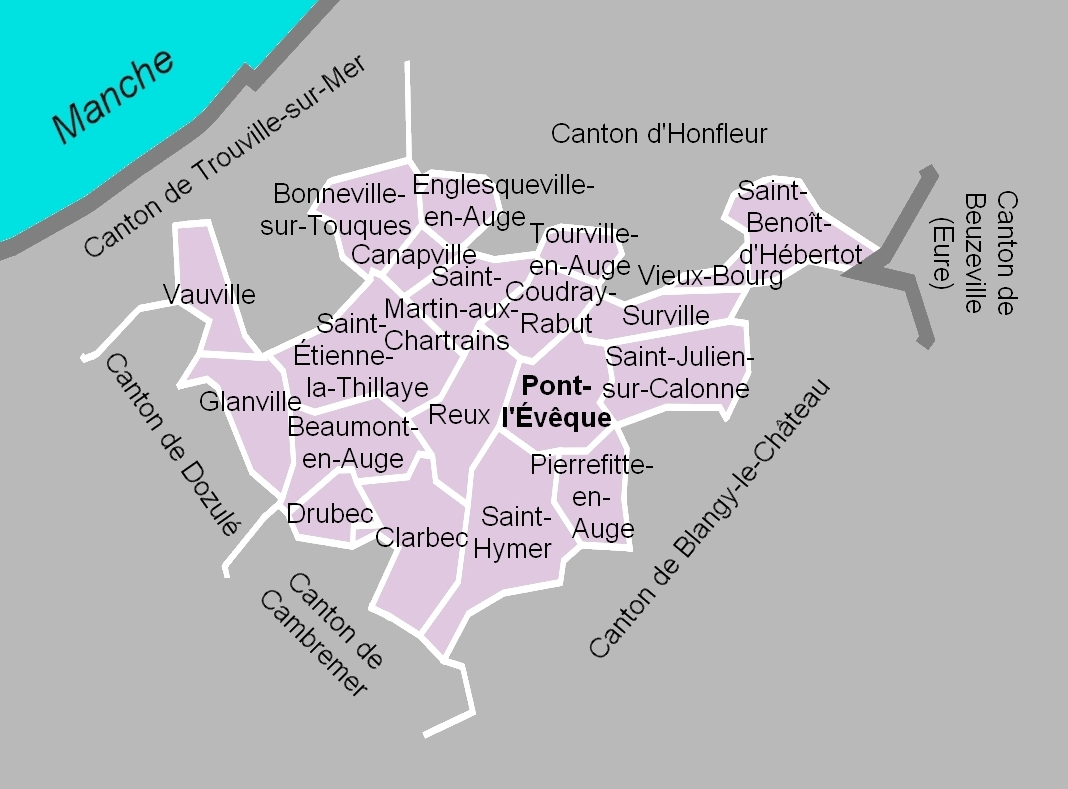
La carte des communes de l'ancien canton. Les cantons limitrophes étaient ceux de Trouville-sur-Mer, d'Honfleur, de Beuzeville, de Blangy-le-Château, de Cambremer et de Dozulé.

Le canton de Pont-l'Évêque comptait vingt communes.
| Nom                         | Code Insee | Codepostal | Superficie (km2) | Population (dernière pop. légale) | Densité (hab./km2) |
| --------------------------- | ---------- | ---------- | ---------------- | --------------------------------- | ------------------ |
| Pont-l'Évêque (chef-lieu)   | 14514      | 14130      | 12,98            | 4 518 (2012)                      | 348                |
| Beaumont-en-Auge            | 14055      | 14950      | 7,98             | 433 (2012)                        | 54                 |
| Bonneville-sur-Touques      | 14086      | 14800      | 6,63             | 392 (2012)                        | 59                 |
| Canapville                  | 14131      | 14800      | 2,50             | 209 (2012)                        | 84                 |
| Clarbec                     | 14161      | 14130      | 9,70             | 386 (2012)                        | 40                 |
| Coudray-Rabut               | 14185      | 14130      | 4,91             | 307 (2012)                        | 63                 |
| Drubec                      | 14230      | 14130      | 3,14             | 110 (2012)                        | 35                 |
| Englesqueville-en-Auge      | 14238      | 14800      | 3,61             | 119 (2012)                        | 33                 |
| Glanville                   | 14302      | 14950      | 6,43             | 174 (2012)                        | 27                 |
| Pierrefitte-en-Auge         | 14500      | 14130      | 5,48             | 156 (2012)                        | 28                 |
| Reux                        | 14534      | 14130      | 7,39             | 384 (2012)                        | 52                 |
| Saint-Benoît-d'Hébertot     | 14563      | 14130      | 7,13             | 389 (2012)                        | 55                 |
| Saint-Étienne-la-Thillaye   | 14575      | 14950      | 12,36            | 463 (2012)                        | 37                 |
| Saint-Hymer                 | 14593      | 14130      | 12,32            | 614 (2012)                        | 50                 |
| Saint-Julien-sur-Calonne    | 14601      | 14130      | 8,54             | 182 (2012)                        | 21                 |
| Saint-Martin-aux-Chartrains | 14620      | 14130      | 5,06             | 400 (2012)                        | 79                 |
| Surville                    | 14682      | 14130      | 4,80             | 445 (2012)                        | 93                 |
| Tourville-en-Auge           | 14706      | 14130      | 3,16             | 255 (2012)                        | 81                 |
| Vauville                    | 14731      | 14800      | 5,13             | 205 (2012)                        | 40                 |
| Vieux-Bourg                 | 14748      | 14130      | 1,30             | 85 (2012)                         | 65                 |

À la suite du redécoupage des cantons pour 2015, toutes les communes à l'exception de Drubec sont rattachées au nouveau canton de Pont-l'Évêque auquel s'ajoutent quatorze communes du canton de Blangy-le-Château, une du canton de Dozulé, neuf du canton de Lisieux-1 et cinq du canton de Trouville-sur-Mer. Drubec est intégré au nouveau canton de Mézidon-Canon.

#### Anciennes communes
Les anciennes communes suivantes étaient incluses dans le canton de Pont-l'Évêque :
- Tontuil, absorbée en 1827 par Saint-Benoît-d'Hébertot.
- Saint-Cloud, absorbée en 1827 par Saint-Étienne-la-Thillaye.
- Rabut, absorbée en 1828 par Coudray. La commune prend le nom de Coudray-Rabut.
- Roncheville, absorbée en 1828 par Saint-Martin-aux-Chartrains.
- Sainte-Melaine, absorbée en 1860 par Pont-l'Évêque.
- Launay-sur-Calonne, partagée en 1860 entre Pont-l'Évêque et Saint-Julien-sur-Calonne.

### Composition après 2015
Le canton de Pont-l'Évêque comprenait quarante-huit communes entières à sa création.
Le 1er janvier 2017, Coudray-Rabut intègre la commune de Pont-l'Évêque, le nombre de communes descend à 47.
| Nom                                   | Code Insee | Intercommunalité     | Superficie (km2) | Population (dernière pop. légale) | Densité (hab./km2) | Modifier                                    |
| ------------------------------------- | ---------- | -------------------- | ---------------- | --------------------------------- | ------------------ | ------------------------------------------- |
| Pont-l'Évêque (bureau centralisateur) | 14514      | CC Terre d'Auge      | 12,98            | 5 116 (2022)                      | 394                | modifier les données · modifier les données |
| Les Authieux-sur-Calonne              | 14032      | CC Terre d'Auge      | 10,20            | 276 (2022)                        | 27                 | modifier les données · modifier les données |
| Beaumont-en-Auge                      | 14055      | CC Terre d'Auge      | 7,98             | 387 (2022)                        | 48                 | modifier les données · modifier les données |
| Benerville-sur-Mer                    | 14059      | CC Cœur Côte Fleurie | 3,03             | 389 (2022)                        | 128                | modifier les données · modifier les données |
| Blangy-le-Château                     | 14077      | CC Terre d'Auge      | 10,62            | 781 (2022)                        | 74                 | modifier les données · modifier les données |
| Blonville-sur-Mer                     | 14079      | CC Cœur Côte Fleurie | 6,80             | 1 585 (2022)                      | 233                | modifier les données · modifier les données |
| Bonneville-la-Louvet                  | 14085      | CC Terre d'Auge      | 20,75            | 822 (2022)                        | 40                 | modifier les données · modifier les données |
| Bonneville-sur-Touques                | 14086      | CC Terre d'Auge      | 6,63             | 323 (2022)                        | 49                 | modifier les données · modifier les données |
| Le Breuil-en-Auge                     | 14102      | CC Terre d'Auge      | 9,39             | 959 (2022)                        | 102                | modifier les données · modifier les données |
| Le Brévedent                          | 14104      | CC Terre d'Auge      | 4,43             | 203 (2022)                        | 46                 | modifier les données · modifier les données |
| Canapville                            | 14131      | CC Terre d'Auge      | 2,50             | 231 (2022)                        | 92                 | modifier les données · modifier les données |
| Clarbec                               | 14161      | CC Terre d'Auge      | 9,70             | 321 (2022)                        | 33                 | modifier les données · modifier les données |
| Coquainvilliers                       | 14177      | CA Lisieux Normandie | 11,90            | 844 (2022)                        | 71                 | modifier les données · modifier les données |
| Englesqueville-en-Auge                | 14238      | CC Terre d'Auge      | 3,61             | 113 (2022)                        | 31                 | modifier les données · modifier les données |
| Fauguernon                            | 14260      | CA Lisieux Normandie | 7,41             | 228 (2022)                        | 31                 | modifier les données · modifier les données |
| Le Faulq                              | 14261      | CC Terre d'Auge      | 4,45             | 325 (2022)                        | 73                 | modifier les données · modifier les données |
| Fierville-les-Parcs                   | 14269      | CC Terre d'Auge      | 4,91             | 236 (2022)                        | 48                 | modifier les données · modifier les données |
| Firfol                                | 14270      | CA Lisieux Normandie | 5,01             | 367 (2022)                        | 73                 | modifier les données · modifier les données |
| Fumichon                              | 14293      | CA Lisieux Normandie | 6,63             | 268 (2022)                        | 40                 | modifier les données · modifier les données |
| Glanville                             | 14302      | CC Terre d'Auge      | 6,43             | 158 (2022)                        | 25                 | modifier les données · modifier les données |
| Hermival-les-Vaux                     | 14326      | CA Lisieux Normandie | 13,76            | 860 (2022)                        | 63                 | modifier les données · modifier les données |
| Manneville-la-Pipard                  | 14399      | CC Terre d'Auge      | 6,31             | 262 (2022)                        | 42                 | modifier les données · modifier les données |
| Le Mesnil-sur-Blangy                  | 14426      | CC Terre d'Auge      | 7,37             | 164 (2022)                        | 22                 | modifier les données · modifier les données |
| Moyaux                                | 14460      | CA Lisieux Normandie | 16,23            | 1 369 (2022)                      | 84                 | modifier les données · modifier les données |
| Norolles                              | 14466      | CC Terre d'Auge      | 6,52             | 350 (2022)                        | 54                 | modifier les données · modifier les données |
| Ouilly-du-Houley                      | 14484      | CA Lisieux Normandie | 8,92             | 254 (2022)                        | 28                 | modifier les données · modifier les données |
| Ouilly-le-Vicomte                     | 14487      | CA Lisieux Normandie | 7,73             | 759 (2022)                        | 98                 | modifier les données · modifier les données |
| Pierrefitte-en-Auge                   | 14500      | CC Terre d'Auge      | 5,48             | 154 (2022)                        | 28                 | modifier les données · modifier les données |
| Le Pin                                | 14504      | CA Lisieux Normandie | 11,53            | 806 (2022)                        | 70                 | modifier les données · modifier les données |
| Reux                                  | 14534      | CC Terre d'Auge      | 7,39             | 406 (2022)                        | 55                 | modifier les données · modifier les données |
| Rocques                               | 14540      | CA Lisieux Normandie | 6,14             | 286 (2022)                        | 47                 | modifier les données · modifier les données |
| Saint-André-d'Hébertot                | 14555      | CC Terre d'Auge      | 9,79             | 450 (2022)                        | 46                 | modifier les données · modifier les données |
| Saint-Arnoult                         | 14557      | CC Cœur Côte Fleurie | 5,12             | 1 103 (2022)                      | 215                | modifier les données · modifier les données |
| Saint-Benoît-d'Hébertot               | 14563      | CC Terre d'Auge      | 7,13             | 467 (2022)                        | 65                 | modifier les données · modifier les données |
| Saint-Étienne-la-Thillaye             | 14575      | CC Terre d'Auge      | 12,36            | 381 (2022)                        | 31                 | modifier les données · modifier les données |
| Saint-Hymer                           | 14593      | CC Terre d'Auge      | 12,32            | 668 (2022)                        | 54                 | modifier les données · modifier les données |
| Saint-Julien-sur-Calonne              | 14601      | CC Terre d'Auge      | 8,54             | 172 (2022)                        | 20                 | modifier les données · modifier les données |
| Saint-Martin-aux-Chartrains           | 14620      | CC Terre d'Auge      | 5,06             | 427 (2022)                        | 84                 | modifier les données · modifier les données |
| Saint-Philbert-des-Champs             | 14644      | CC Terre d'Auge      | 12,03            | 650 (2022)                        | 54                 | modifier les données · modifier les données |
| Saint-Pierre-Azif                     | 14645      | CC Cœur Côte Fleurie | 6,17             | 165 (2022)                        | 27                 | modifier les données · modifier les données |
| Surville                              | 14682      | CC Terre d'Auge      | 4,80             | 474 (2022)                        | 99                 | modifier les données · modifier les données |
| Le Torquesne                          | 14694      | CC Terre d'Auge      | 5,26             | 529 (2022)                        | 101                | modifier les données · modifier les données |
| Tourgéville                           | 14701      | CC Cœur Côte Fleurie | 12,01            | 846 (2022)                        | 70                 | modifier les données · modifier les données |
| Tourville-en-Auge                     | 14706      | CC Terre d'Auge      | 3,16             | 258 (2022)                        | 82                 | modifier les données · modifier les données |
| Vauville                              | 14731      | CC Cœur Côte Fleurie | 5,13             | 199 (2022)                        | 39                 | modifier les données · modifier les données |
| Vieux-Bourg                           | 14748      | CC Terre d'Auge      | 1,30             | 91 (2022)                         | 70                 | modifier les données · modifier les données |
| Villers-sur-Mer                       | 14754      | CC Cœur Côte Fleurie | 8,99             | 2 437 (2022)                      | 271                | modifier les données · modifier les données |
| Canton de Pont-l'Évêque               | 1421       |                      | 371,91           | 28 919 (2022)                     | 78                 | modifier les données                        |

## Démographie

### Démographie avant 2015
| 1962  | 1968  | 1975  | 1982  | 1990  | 1999  | 2006  | 2011   | 2012   |
| ----- | ----- | ----- | ----- | ----- | ----- | ----- | ------ | ------ |
| 7 677 | 7 733 | 7 875 | 8 134 | 8 824 | 9 390 | 9 820 | 10 200 | 10 226 |

### Démographie depuis 2015
En 2022, le canton comptait 28 919 habitants, en évolution de +0,48 % par rapport à 2016 (Calvados : +1,58 %, France hors Mayotte : +2,11 %).
| 2013   | 2018   | 2022   |
| ------ | ------ | ------ |
| 29 185 | 28 445 | 28 919 |